# Monasterio de Visovac
El Monasterio de Visovac (en croata: Samostan Visovac) es un monasterio católico (rito romano) en la isla de Visovac en el parque nacional Krka, Croacia. Visovac fue creada por los monjes agustinos, quienes establecieron un pequeño monasterio y una iglesia dedicada al Apóstol Pablo en el siglo XIV. En 1445 el monasterio agustino fue ampliado y adaptado por los franciscanos que se instalaron aquí tras haberse retirado de partes de Bosnia, cuando los turcos habían llegado allá. Un nuevo monasterio fue construido en el siglo XVIII. La biblioteca del monasterio incluye particularmente libros raros como las fábulas de Esopo (Brescia 1487) impreso por la Lastovo Dobrić Dobričević (s. Lastovo), una colección de documentos y un sable perteneciente a Vuk Mandušić, uno de los héroes de la poesía épica serbia. 